# Shifu
Shifu es un término chino que se traduce principalmente como ‘padre adoptivo’ también puede ser traducido como ‘maestro’ o ‘profesor’. Aunque puede aplicarse en diversos campos, es especialmente usado en el mundo de las artes marciales chinas. Utilizando caracteres chinos puede escribirse de dos maneras que se pronuncian igual:
- Shifu (chino simplificado: 师傅, chino tradicional: 師傅, pinyin: shīfu, Wade-Giles: shihfu, "profesor maestro")
- Shifu (师父, 師父, shīfu, shihfu, "profesor padre").

Tradicionalmente, en el mundo de las artes marciales chinas, el hecho de que una persona estudiara con un maestro no le convertía automáticamente en su discípulo. Para ser considerado como tal era necesario pasar por una ceremonia llamada baishi (拜师, 拜師, "honrar, venerar, al maestro"). Sólo tras este ritual un estudiante podía llamar shifu a su maestro, y era a partir de este momento en que este comenzaba a transmitir todo su conocimiento al alumno, que a su vez se convertía en el transmisor de la tradición para la siguiente generación.
Fuera de la "Familia Marcial" también se utiliza este término. Dentro de los lazos sanguíneos esta terminología se traduce como "Padre". Utilizada inclusive hasta hoy en día.